# Henry Slade
Henry Slade (Plymouth, 19 marzo 1993) è un rugbista internazionale per l'Inghilterra, utility back dell'Exeter.

## Biografia
Formatosi nell'Exeter Academy come mediano d'apertura, può ricoprire anche il ruolo di tre quarti centro.
Professionista dal 2011, fu dato in prestito da Exeter al Plymouth con cui disputò il Championship 2011-12.
Dopo avere iniziato la stagione successiva ancora a Plymouth, rientrò a Exeter in Premiership a novembre 2012.
Durante tali due stagioni militò nell'U-20 inglese con cui vinse i Sei Nazioni di categoria 2012 e 2013 e il mondiale del 2013.
Il CT della nazionale maggiore Stuart Lancaster lo convocò quindi nel gruppo allargato in preparazione alla Coppa del Mondo 2015 in Inghilterra, e lo fece debuttare nel warm up contro la Francia in preparazione al torneo.
Al mondiale giocò da titolare solo contro l'Uruguay, marcando anche la sua prima meta internazionale.
Perse il successivo Sei Nazioni a causa della frattura a una gamba in campionato.
Nel 2017 si laureò campione d'Inghilterra con Exeter e, tornato nel giro nazionale, fu convocato da Eddie Jones alla Coppa del Mondo 2019 in Giappone, in cui la squadra giunse fino alla finale contro il Sudafrica infine vittorioso.
L'anno successivo si aggiudicò il suo secondo titolo con Exeter; più recentemente, nel 2024, pur a fronte di una stagione fuori dai play-off per il titolo, a titolo individuale Slate si è laureato miglior realizzatore con 155 punti nonché MVP stagionale del torneo.

## Palmarès
- Premiership: 1
Exeter: 2016-17, 2019-20
- Coppe Anglo-Gallesi: 1
Exeter: 2013-14
- Champions Cup: 1
Exeter: 2019-20